# 帕拉卡圭納

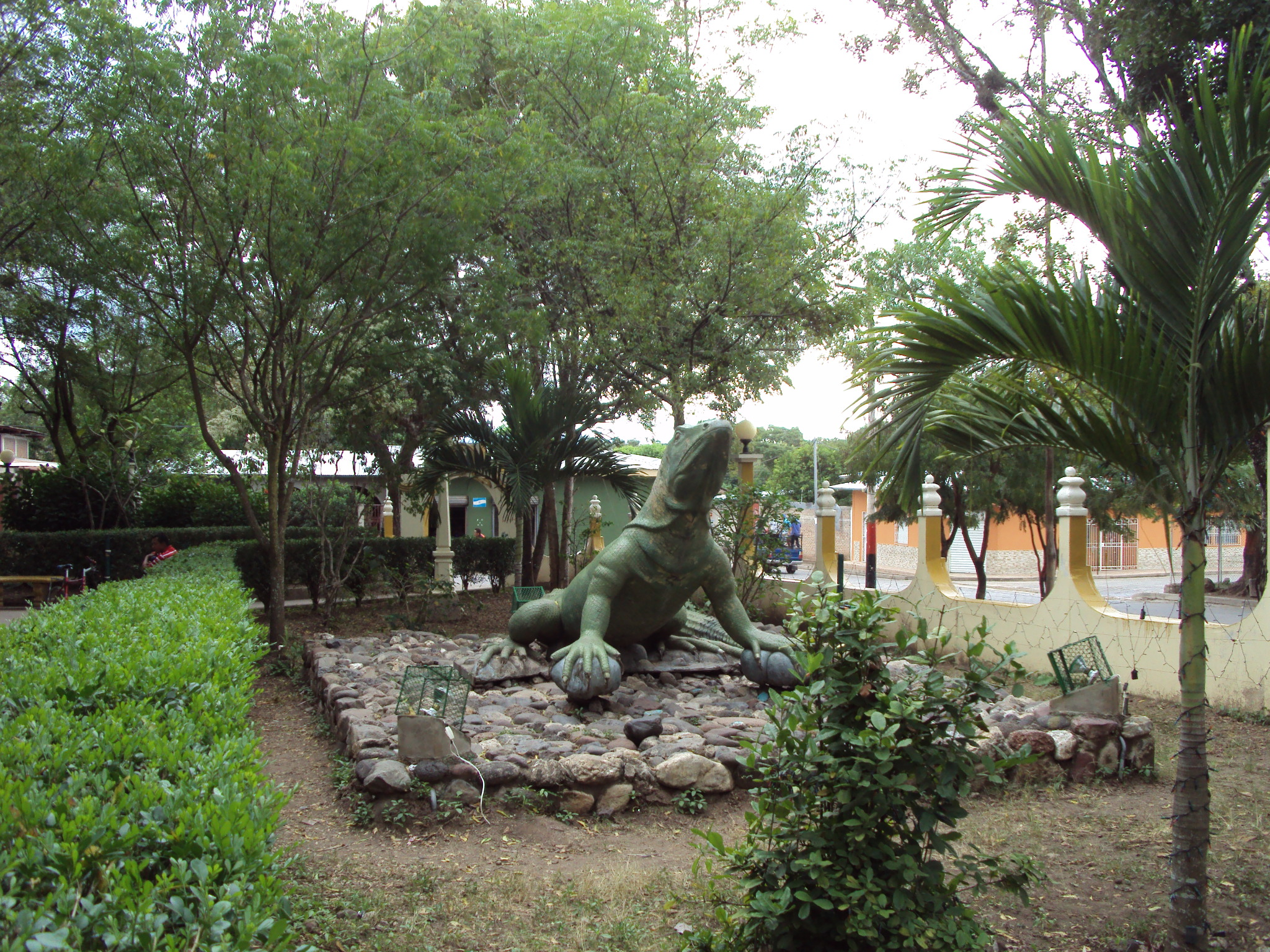
帕拉卡圭納

帕拉卡圭納（西班牙語：Palacagüina），是尼加拉瓜的城鎮，位於該國北部，由馬德里斯省負責管轄，面積157平方公里，海拔高度527米，2005年人口12,825，人口密度每平方公里81.69人。
13°27′N 86°24′W / 13.450°N 86.400°W